# 난하이구

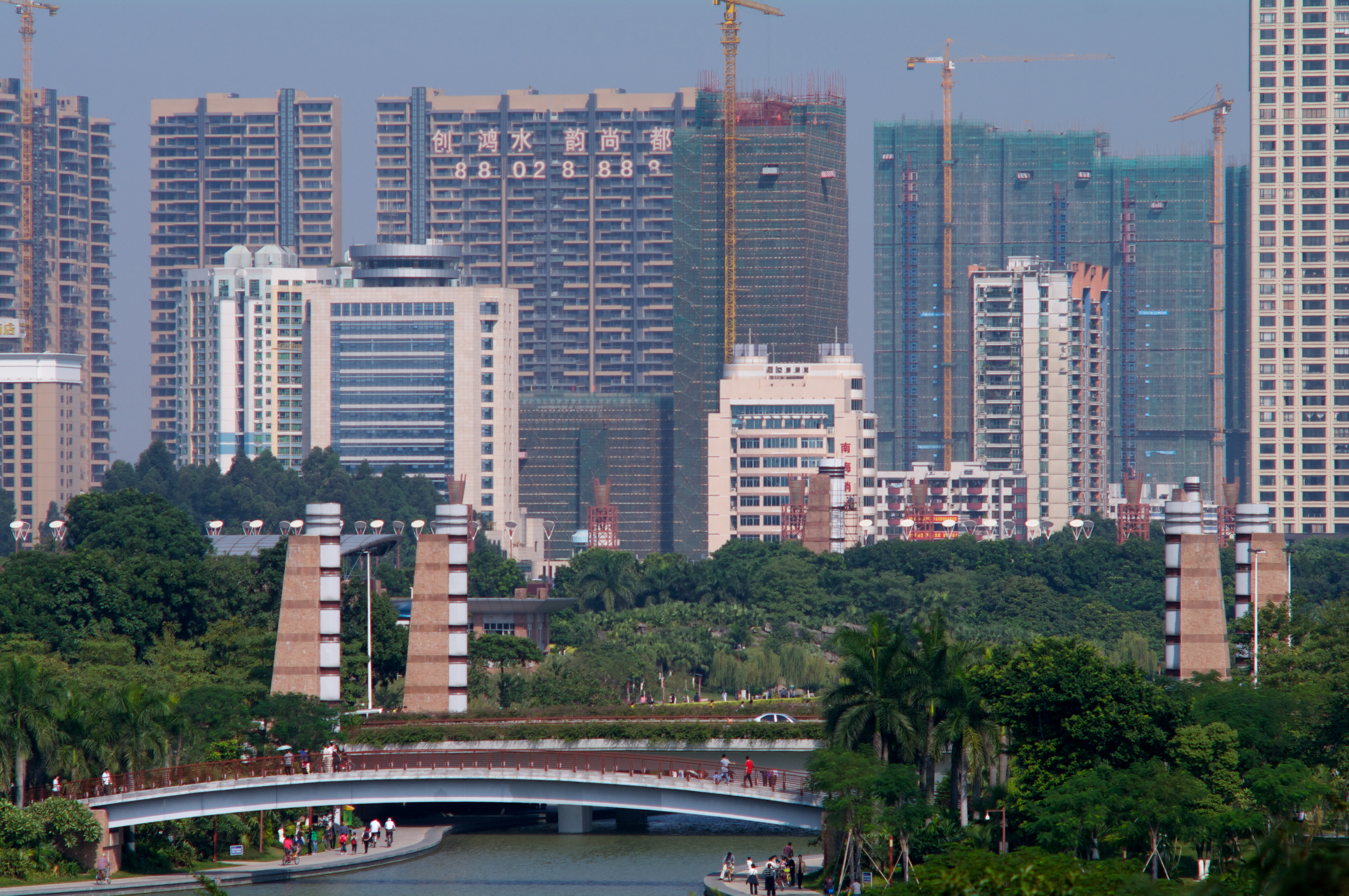

난하이구(중국어: 南海区, 병음: Nánhǎi Qū)는 중화인민공화국 광둥성 포산 시의 시할구이다. 난하이는 중국 현급 행정구역 중 전자 정부가 개발된 첫 번째 도시이다. 넓이는 428km2이고, 인구는 2007년 기준으로 440,000명이다.

## 기후
연평균 기온은 21.8°C이고 1월 평균기온은 13°C, 7월 평균기온은 28.8°C이다. 연평균 강수량은 1638mm이다.

## 역사
난하이는 1271년에 아버지의 유골을 나르던 두 형제에 의해 설치되었다. 그들은 몽골군을 피해 대나무 뗏목을 타고 피난가던 중 풍랑을 만나 난파되었다. 두 형제는 난파된 장소에 정착하였고 이 장소는 성지로 기념되고 있다. 이 지역의 이름은 배가 난파된 지점에서 유래한 것이다.
난하이는 중국 중앙 정부에 의해 전자 정부와 정보화를 위한 시범 도시로 지정되었다. 2002년 12월 8일까지 난하이는 현급시였고 이후 포산 시의 시할구가 되었다.

## 행정 구역
1개 가도, 6개 진을 관할한다.
- 가도: 桂城街道
- 진: 里水镇 , 九江镇 , 丹灶镇 , 大沥镇 , 狮山镇 , 西樵镇

## 유명 인물
- 캉유웨이
- 황비홍

## 같이 보기
- 화남 사범대학 부속중학 난하이 실험고급중학